# Laukaa
Laukaa (tiếng Thụy Điển: Laukas) là một đô thị của Phần Lan.

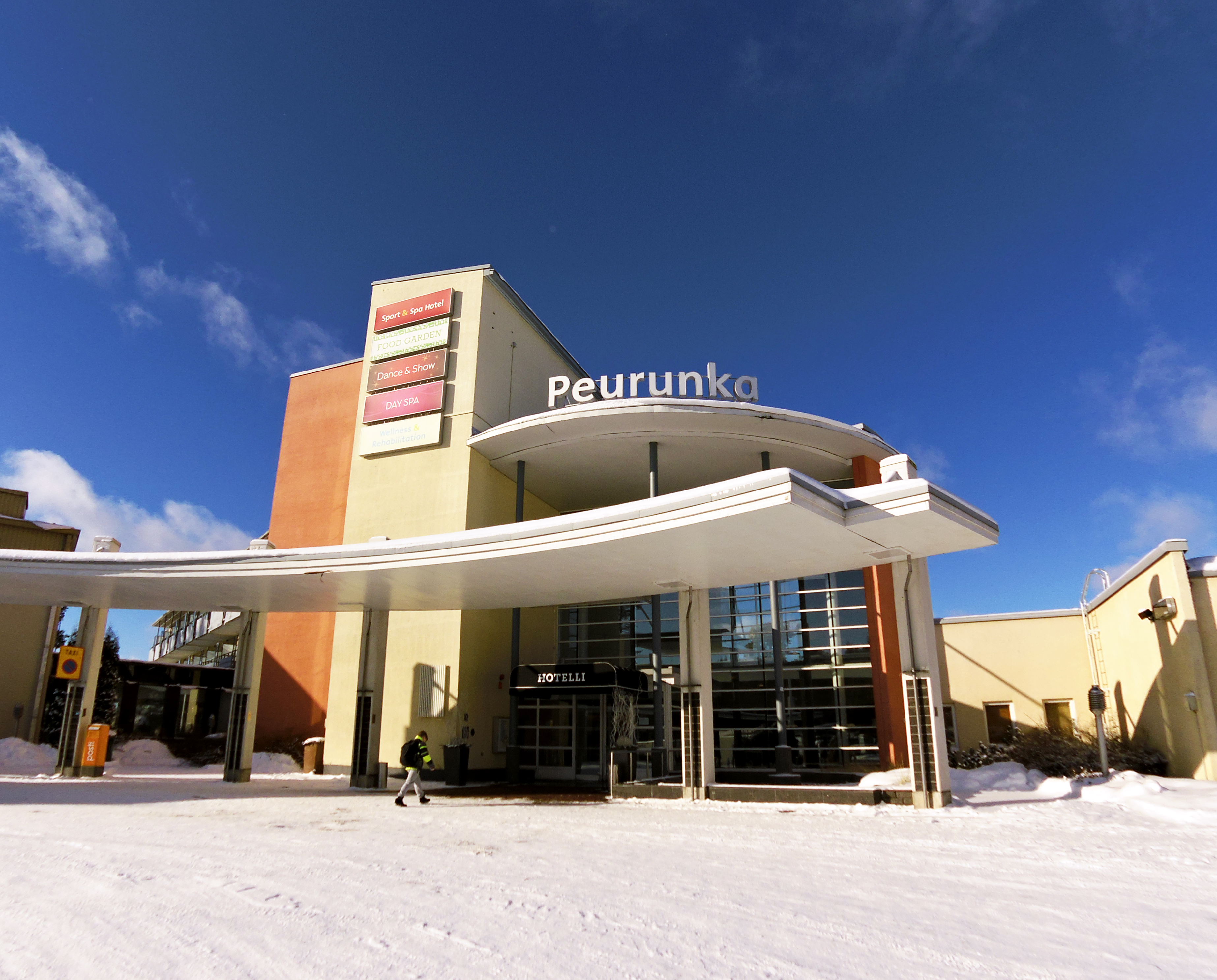
Peurunka

Vị trí ở tỉnh Tây Phần Lan trong vùng Trung Phần Lan. Đô thị này có dân số 17.069 người (2004) và diện tích 825,45 km² trong đó có 173,31 km² là diện tích mặt nước. Mật độ dân số là 20,5 người trên mỗi km².
Dân đô thị này chỉ sử dụng tiếng Phần Lan